# Михайлов Кирило Сергійович
Кирило Сергійович Михайлов (20 грудня 1998 , Москва ), також відомий як «Boombl4» — російський кіберспортсмен у дисципліні Counter-Strike: Global Offensive. Грав в українській команді Natus Vincere (Counter-Strike) на позиції IGL, покинув команду 28 травня 2022 року за рішенням керівництва клубу.

## Кар'єра
Кар'єра Кирила Михайлова розпочалася у команді Elements Pro Gaming, але через кілька місяців він перейшов до команди Quantum Bellator Fire. Довгий час успіхів у команди не було, але у 2018 році вона посіла 2-ге місце в СНД Мінорі до ELEAGUE Major: Boston 2018. Прогнози на команду Quantum Bellator Fire були невтішні, проте команда посіла 5-8-мі місця та набула статусу «Легенди».
20 червня 2018 року, організація Winstrike викупила склад Quantum Bellator Fire.
21 жовтня 2018 року стало відомо, що Winstrike переводить всіх гравців команди в запас, крім Кирила. Це було викликано невдалим виступом на FACEIT Major: London 2018, там команда програла три карти з трьох і вибула. Він став капітаном, і нова команда була створена навколо нього. У цій команді Кирило грав аж до переходу в Natus Vincere.

### Natus Vincere
28 травня 2019 року на порталі HLTV вийшла стаття, в якій повідомляється, що угода між Winstrike Team та Natus Vincere щодо переходу Кирила до складу Na'Vi вже близька до завершення. Наступного дня організації оголосили про успішне завершення угоди. У результаті Кирило замінив у складі Народжених Перемагати Іоана «Edward» Сухарьова, який, у свою чергу, перейшов до Winstrike на правах оренди. Генеральний директор Winstrike Ярослав Комков заявив, що трансфер Кирила став найдорожчим в історії російського кіберспорту.
Після переходу Кирило розповів, що почувається винним перед Winstrike Team . Після трансферу попередня команда Михайлова не змогла пройти відбіркові на CIS Minor Championship — Berlin 2019 та втратила шанси потрапити на StarLadder Berlin Major 2019.
|  | Я відчуваю себе винним перед Winstrike. Всі оточуючі кажуть мені, що я зробив правильно, але мені все одно соромно. «Winstrike» була командою, яку, можна сказати, я зібрав сам. Я був капітаном, ухвалював рішення, і ці люди вірили в мене. Думаю, найближчим часом я так і буду через це мучитися. |

Першим турніром Кирила став ESL One Cologne 2019 . У ньому команда посіла 3-4-ті місця, програвши на той час найкращій команді світу Team Liquid. Під час 2 карти він лідирував за рахунком серед команди.
Після відходу Данила «Zeus» Тесленка з команди Кирило зайняв роль внутрішньоігрового лідера (IGL) колективу, про що організація Natus Vincere оголосила на офіційному сайті 20 вересня 2019 року. 28 травня 2022 року Кирило «BoombI4» Михайлов був виключений зі складу команди через можливі «репутаційні ризики», як заявило керівництво клубу. У складі команди грають ще двоє росіян: Ілля Perfecto Залуцький та Денис electronic Шаріпов.
|  | «Після завершення PGL Major Antwerp кіберспортивний клуб NAVI виключив з активного ростера CS: GO Кирила „BoombI4“ Михайлова. Причини рішення пов'язані з високими ризиками репутації для клубу та не пов'язані з результатами його гри», — йдеться у повідомленні. |